# 托蒂耶姆
托蒂耶姆（Thottiyam），是印度泰米尔纳德邦Tiruchirappalli县的一个城镇。总人口13757（2001年）。

## 人口
该地2001年总人口13757人，其中男性6827人，女性6930人；0—6岁人口1408人，其中男739人，女669人；识字率73.07%，其中男性为80.61%，女性为65.64%。